# Tomorrow's Dream (пісня)
«Tomorrow's Dream» — пісня англійського гевіметал-гурту Black Sabbath з альбому Black Sabbath Vol. 4. Вона вийшла як єдиний сингл з альбому у вересні 1972 року, з піснею «Laguna Sunrise» — депресивною акустичною композицією, на Б-стороні платівки. «Tomorrow's Dream» не потрапила в чарти, але часто виконувалась на концертах, і ввійшла до таких концертних альбомів: Live at Last, Past Lives і The End: Live in Birmingham.
У 2000 році сингл був перевиданий компанією Sanctuary Records у складі лімітованого бокс-сету Black Sabbath — The Singles 1970—1978.

## Учасники запису
- Оззі Осборн — вокал
- Тоні Айоммі — гітара
- Ґізер Батлер — бас-гітара
- Білл Ворд — ударні

## Кавер-версії
- Screaming Trees — сторона Б синглу 1992 року «Dollar Bill».
- Sheavy — на 7-дюймовому синглі.